# Hipposideros bicolor
Hipposideros bicolor — є одним з видів кажанів родини Hipposideridae.

## Поширення
Країни поширення: Індонезія, Малайзія, Філіппіни, Таїланд, Східний Тимор. Лісовий вид, що воліє первинні ліси, рідкісний в порушених лісах. Сідала знаходяться в печерах.

## Загрози та охорона
Немає серйозних загроз для цього виду, хоча він чутливий до вирубки лісів. Мешкає в багатьох охоронних територіях.